# David Krumholtz
 (mai 2024).
Si vous disposez d'ouvrages ou d'articles de référence ou si vous connaissez des sites web de qualité traitant du thème abordé ici, merci de compléter l'article en donnant les références utiles à sa vérifiabilité et en les liant à la section « Notes et références ».
David Krumholtz, né le 15 mai 1978 à New York, est un acteur américain. 
Il est connu pour avoir interprété l'elfe Bernard dans Super Noël et Hyper Noël, Goldstein dans la série de films Harold & Kumar (en) (2004-2011), Charlie Eppes, un des personnages principaux de la série télévisée Numb3rs (2005-2010) ainsi qu'Isidor Isaac Rabi dans Oppenheimer (2023).

## Biographie
David Krumholtz est né le 15 mai 1978 à New York (États-Unis). Ses parents sont Michael et Judy Krumholtz.
Il a une sœur, Dawn Krumholtz.

### Vie privée
Depuis 2010, il est marié à l'actrice Vanessa Britting (née Vanessa Almeda Goonan).
Ils ont deux enfants, une fille, Pemma Mae Krumholtz, née en 2014, et un fils, Jonas, né en 2016.

## Carrière
Attiré très tôt par la comédie, David Krumholtz commence sa carrière d’acteur vers l’âge de 13 ans. Il obtient son premier rôle important dans Les Valeurs de la famille Addams en 1993. Il y joue le petit ami de Mercredi Addams, rencontrée dans un camp de vacances. L'année suivante il joue le rôle de Bernard, un elfe dans Super Noël avec Tim Allen, rôle qu’il reprendra en 2002 pour la suite Hyper Noël. En 1997, joue dans The Ice Storm d’Ang Lee qui est un succès critique.
David Krumholtz multiplie les expériences. Au cinéma il change souvent de registre, passant des films pour ado comme Dix Bonnes Raisons de te larguer (Ten Things I Hate About You) en 2000, à des films d’aventure comme Le Mexicain en 2001. À la télévision aussi il se laisse tenter par des personnages plus torturés comme dans Urgences, où il tient le rôle d’un malade mental qui tue Lucy et poignarde Carter.
En 2003, il tient un des rôles principaux de la série Lyon’s Den aux côtés de Felicity Huffman, pas encore une Desperate Housewives. La série ne fonctionnera pas, mais elle le rendra plus populaire. Il donnera par la suite la réplique à Jamie Foxx dans Ray en 2004, avant de débarquer à nouveau dans une série télé d’un nouveau genre : Numb3rs. Il incarne Charlie Eppes, un mathématicien de génie qui aide son frère, un agent fédéral (joué par Rob Morrow) à résoudre des affaires criminelles en s’aidant de calculs.
Après avoir joué sous la direction de Joss Whedon dans Serenity en 2004, on le retrouve face à Anthony Hopkins dans Bobby, l’histoire du meurtre de Robert Kennedy.
En 2016, il donne sa voix au personnage de Kareem Abdul Lavash dans le film d'animation américain Sausage Party réalisé par Conrad Vernon et Greg Tiernan.

## Filmographie

### Cinéma

#### Longs métrages
- 1993 : Graine de star (Life with Mikey) de James Lapine : Barry Corman
- 1993 : Les Valeurs de la famille Addams (Addams Family Values) de Barry Sonnenfeld : Joel Glicker
- 1994 : Super Noël (The Santa Clause) de John Pasquin : Bernard, l'Elfe
- 1997 : Ice Storm (The Ice Storm) d'Ang Lee : Francis Davenport
- 1998 : Les Taudis de Beverly Hills (Slums of Beverly Hills) de Tamara Jenkins : Ben Abromowitz
- 1999 : Dix Bonnes Raisons de te larguer (Ten Things I Hate About You) de Gil Junger : Michael Eckman
- 1999 : Liberty Heights de Barry Levinson : Yussel
- 2000 : Comment tuer le chien de son voisin (How to Kill Your Neighbor's Dog) de Michael Kalesniko : Brian Sellars
- 2001 : Le Mexicain (The Mexican) de Gore Verbinski : Beck
- 2001 : Rencontres à Manhattan (Sidewalks of New York) d'Edward Burns : Benjamin "Ben" / "Benny" Bazler
- 2001 : L'amour n'est qu'un jeu (Two Can Play That Game) de Mark Brown : Jason
- 2001 : According to Spencer (en) de Shane Edelman : Ezra
- 2002 : Hyper Noël (The Santa Clause 2) de Michael Lembeck : Bernard, l'Elfe
- 2002 : Opération antisèche (Cheats) d'Andrew Gurland : Evan Rosengarden
- 2002 : You Stupid Man de Brian Burns : Owen
- 2003 : Le Casse (Scorched) de Gavin Grazer : Max
- 2003 : Kill the Poor d'Alan Taylor : Joe Peltz
- 2004 : Harold et Kumar chassent le burger (Harold and Kumar Go to White Castle) de Danny Leiner : Goldstein
- 2004 : Ray de Taylor Hackford : Milt Shaw
- 2004 : Looking for Kitty d'Edward Burns : Abe
- 2005 : Serenity de Joss Whedon : Mr Universe
- 2005 : My Suicidal Sweetheart de Michael Parness : Max
- 2006 : Bobby d'Emilio Estevez : l'agent Phil
- 2007 : SuperGrave (Superbad) de Greg Mottola : Benji Austin
- 2007 : Live ! de Bill Guttentag : Rex
- 2007 : Terra d'Aristomenis Tsirbas : Un commandant (voix)
- 2007 : Walk Hard : The Dewey Cox Story de Jake Kasdan : Schwartzberg
- 2008 : Harold et Kumar s'évadent de Guantanamo (Harold and Kumar Escape from Guantanamo Bay) de Jon Hurwitz et Hay Schlossberg : Goldstein
- 2009 : I Love You, Man de John Hamburg : un ami de Sidney
- 2011 : Monsieur Popper et ses pingouins (Mr. Popper's Penguins) de Mark Waters : Kent
- 2011 : Le Joyeux Noël d'Harold et Kumar (A Very Harold & Kumar 3D Christmas) de Todd Strauss-Schulson : Goldstein
- 2013 : C'est la fin (This Is the End) de Seth Rogen et Evan Goldberd : lui-même
- 2013 : Teddy Bears de Thomas Beatty et Rebecca Fishman : Andrew
- 2014 : Le Juge (The Judge) de David Dobkin : Mike Kattan
- 2015 : I Saw the Light de Marc Abraham : James Dolan
- 2016 : Ave, César ! (Hail, Caesar !) de Joel et Ethan Coen : Un scénariste communiste
- 2016 : Sausage Party de Conrad Vernon et Greg Tiernan : Lavash (voix)
- 2016 : Casual Encounters de Zackary Adler : Sammy Deetz
- 2016 : Ghost Team d'Oliver Irving : Stan
- 2017 : Wonder Wheel de Woody Allen : Jake
- 2018 : La Ballade de Buster Scruggs (The Ballad of Buster Scruggs) de Joel et Ethan Coen : le Français au saloon
- 2018 : Une drôle de fin (A Futile and Stupid Gesture) de David Wain : l'éditeur
- 2019 : Night Shift : Patrouille de nuit (Crown Vic) de Joel Souza : Stroke Adams
- 2019 : Frances Ferguson de Bob Byington : le leader du groupe de thérapie
- 2020 : Asking for It d'Amanda Lundquist et Becky Scott : l'officier Simon
- 2021 : Down with the King de Diego Ongaro : Paul
- 2023 : Oppenheimer de Christopher Nolan : Isidor Isaac Rabi
- 2025 : Deliver Me from Nowhere de Scott Cooper : Al Teller
- 2026 : Supergirl de Craig Gillespie : Zor-El

#### Courts métrages
- 2006 : American Storage d'Andrew Jay Cohen : Kurt
- 2006 : The Nail de Josh C. Waller : Daniel
- 2008 : Demption de Jason Neudecker : Détective Joseph Schneider
- 2020 : Entree Des Artists de Livia Coullias Blanc et Sophie Lane Curtis : David, le producteur

### Télévision

#### Séries télévisées
- 1993 : New York, police judiciaire (Law and Order) : Scott Fisher (saison 4, épisode 1)
- 1994 : Monty : David Richardson
- 1995 : Pig Sty : Timmy
- 1997 : Nés à Chicago (Chicago Sons) : Billy Kulchak
- 1998 : L'Irrésistible Jack (The Closer) : Bruno Verma
- 2000 : Freaks and Geeks : Barry Shweiber
- 2000 - 2001 : The Trouble with Normal : Bob Wexler
- 2000 / 2002 : Urgences (ER) : Paul Sobriky
- 2001 - 2002 : Les Années campus (Undeclared) : Greg
- 2003 : Lucky : Tony
- 2003 : The Lyon's Den (en) : Jeff Fineman
- 2005 - 2010 : Numb3rs : Charles "Charlie" Eppes
- 2007 : Wainy Days : Ortez
- 2010 : New York, unité spéciale (Law and Order : Special Victims Unit) : Dr Vincent Prochik (saison 12, épisode 5)
- 2011 : The Playboy Club : Billy Rosen
- 2012 : The Newsroom : Dr Jacob "Jack" Habib
- 2012 : Raising Hope : Carl
- 2012 : Don't Trust the B---- in Apartment 23 : Patrick
- 2012 : Childrens Hospital : Dookie
- 2012 - 2013 : Partners : Joe Goodman
- 2013 : The League : Joel Cocke
- 2013 : Breaking Fat : Un détective
- 2014 : Men at Work : Myron
- 2014 : Key & Peele : Un terrorsite
- 2014 : Newsreaders : Mark Jones
- 2014 - 2016 : The Good Wife : Josh Mariner
- 2015 : Forever : Abe jeune
- 2015 : Master of None : Nathan
- 2015 : Gigi Does It : Gigi
- 2015 : What's Your Emergency : L'homme qui s'étouffe
- 2015 - 2016 : Mom : Gregory Munchnik
- 2015 - 2017 : Roi Julian ! L'Élu des lémurs (All Hail King Julien) : Timo (voix)
- 2017 : Difficult People : Ray
- 2017 - 2019 : The Deuce : Harvey Wasserman
- 2018 : Star Butterfly (Star vs. the Forces of Evil) : Cobalt Ferrero (voix)
- 2018 : Billions : Frotty Anisman
- 2018 : Living Biblically : Rabbin Gil
- 2019 : At Home with Amy Sedaris : Angelo DiBeverly
- 2020 : The Twilight Zone : La quatrième dimension (The Twilight Zone) : Le maire
- 2020 : The Plot Against America : Monty Levin
- 2020 : Awkwafina Is Nora from Queens : Jerry Harrison
- 2022 : Super Noël, la série (The Santa Clauses) : Bernard
- 2022 : Super Pumped : Sergey Brin
- 2022 : Angelyne : L'avocat de Max Allen
- 2023 : White House Plumbers : William O. Bittman
- 2024 : New York, unité spéciale : Dr. Ray Goldberg (saison 24, épisode 3)
- 2024 : Batman, le justicier masqué : Fletcher Demming (voix)

#### Téléfilms
- 1997 : Justice League of America (en) de Félix Enríquez Alcalá et Lewis Teague : Martin Walters
- 2002 : Big Shot : Confession d'un bookmaker (Big Shot: Confessions of a Campus Bookie) d'Ernest R. Dickerson : Benny Silman

## Voix françaises
| - Xavier Béja dans : - New York, police judiciaire (série télévisée) - Numb3rs (série télévisée) - The Good Wife (série télévisée) - Raising Hope (série télévisée) - Partners (série télévisée) - Mom (série télévisée) - Walk Hard: The Dewey Cox Story - C'est la fin - Le Juge - Hervé Rey dans : - Les Valeurs de la famille Addams - Nés à Chicago - L'amour n'est qu'un jeu - You Stupid Man - Charles Pestel dans : - Dix Bonnes Raisons de te larguer - Liberty Heights - Christophe Lemoine dans : - Wonder Wheel - The Newsroom (série télévisée) | - Donald Reignoux dans : - Hyper Noël - Super Noël, la série (série télévisée) Et aussi - Valentin Merlet dans Super Noël - Alexis Tomassian dans Ice Storm - Laurent Morteau dans L'Irrésistible Jack - Franck Capillery dans Le Mexicain - Stéphane Ronchewski dans Au cœur du pouvoir - Sam Salhi dans Don't Trust the B---- in Apartment 23 (série télévisée) - Cyril Hanouna dans Sausage Party (voix) - Marc Saez dans The Deuce (série télévisée) - Jean Rieffel dans La Ballade de Buster Scruggs - Olivier Valiente dans Night Shift : Patrouille de nuit - Karim Barras dans Super Pumped (série télévisée) - Jérémie Covillault dans Angelyne (mini-série) - Bruno Magne dans Oppenheimer - Renaud Heine dans Sausage Party : Bouff'land (en) (voix) - Thierry Wermuth dans The Studio (série télévisée) |